# Schwetschkea pygmaea
Schwetschkea pygmaea là một loài Rêu trong họ Leskeaceae. Loài này được (Dozy & Molk.) Müll. Hal. miêu tả khoa học đầu tiên năm 1875.